# Епархия Або
Епархия Або (лат. Dioecesis Aboensis) — упразднённая епархия Римско-Католической церкви c центром в городе Або, Финляндия. Епархия Або входила в митрополию Уппсалы. Епархия Або распространяла свою юрисдикцию на южную часть современной Финляндии.

## История
Епархия Або была образована в середине XII века после завоевания этой территории шведами, которые принесли сюда христианство. Первым епископом епархии Або стал святой Генрих Уппсальский.
Последним епископом католической епархии Або был Арвид Курк, который погиб при кораблекрушении 22 июня 1522 года, когда он из-за преследований со стороны шведских протестантов был вынужден покинуть Финляндию. После смерти Арви Курки епархия Або прекратила своё существование.

## Ординарии епархии
- епископ святой Генрих Уппсальский;
- епископ Родульф[вд] (? — 1178);
- епископ Фольквин[вд]
- епископ Туомас[вд] (30.10.1209 — 1248);
- епископ Беро I[вд] (1249—1253);
- епископ Рагвальд I[вд](? — 1266);
- епископ Кеттил[вд](1266—1285);
- епископ Юхан[вд](1286 — 8.07.1290) — назначен архиепископом Уппсалы;
- епископ Мауну (1293—1308);
- епископ Рагвальд (1310—1321);
- епископ Пентти (1322 — ноябрь 1338);
- епископ Хемминг (1340 — 21.05.1366);
- епископ Генрих Хартманинпойка (5.10.1366 — ?);
- епископ Йоханнес Пиетаринпойка (8.11.1367 — 1370);
- епископ Йоханнес Вестфаль (31.08.1370 — 1384);
- епископ Беро Балк (16.11.1387 — 29.06.1412);
- епископ Мауну Таваст (21.10.1412 0 1450);
- епископ Олави Маунунпойка (4.02.1450 — 24.02.1460);
- епископ Конрад Битц (4.07.1460 — 13.03.1489);
- епископ Мауну Сяркилахти (6.07.1489 — 12.03.1500);
- епископ Лаури Суурпяя (7.08.1500 — 28.09.1506);
- епископ Йоханнес Олавинпойка (25.06.1507 — 9.06.1510);
- епископ Арвид Курк (17.03.1511 — 22.07.1522).

## Источник
- Pius Bonifacius Gams, Series episcoporum Ecclesiae Catholicae, Leipzig 1931, стр. 337—338  (лат.)
- Konrad Eubel, Hierarchia Catholica Medii Aevi, vol. 1 Архивная копия от 9 июля 2019 на Wayback Machine, p. 66; vol. 2 Архивная копия от 4 октября 2018 на Wayback Machine, p. 77; vol. 3 Архивная копия от 21 марта 2019 на Wayback Machine, p. 91  (лат.)
- Johannes Messenius, Chronicon episcoporum per Sueciam, Gothiam et Finlandiam, Lipsia 1685, pp. 143—156  (лат.)